# Tokatçı
Tokatçı is een Turkse filmkomedie uit 1983 over een jongen van het platteland die naar de grote stad gaat. De film werd geschreven door Suphi Tekniker en geregisseerd door Natuk Baytan. Hoofdrolspelers zijn: Kemal Sunal, Nazan Saatçi, Şevket Altuğ en Ali Şen.

## Verhaal
Het verhaal gaat over Osman: een man die graag wil trouwen met zijn grote geliefde Emine. De vader van Emine, Hasan, wil dit echter niet bepaald en vraagt Osman om veel geld in ruil voor Emine. Osman heeft dit geld niet en besluit naar Istanboel te gaan om het geld bij elkaar te verdienen. Na een tijdje gezwoegd te hebben in de grote stad, besluit Osman terug te keren naar zijn dorp met de beloofde 600.000 Turkse lira. Onderweg in de trein wordt Osman echter bestolen, waardoor hij zich weer genoodzaakt voelt om naar Istanbul te gaan. Hier aangekomen komt hij per toeval zijn oude vriend Şevket tegen. Hij leert Osman (met de nodige dosis humor) de fijne kneepjes van het mensen bedriegen, afpersen en afzetten. Zo komt Osman dan toch aan het geld om met zijn geliefde Emine te kunnen trouwen.

## Rolverdeling
| Acteur       | Personage |
| ------------ | --------- |
| Kemal Sunal  | Osman     |
| Nazan Saatçi | Emine     |
| Sevket Altug | Sevket    |
| Ali Sen      | Hasan Aga |
| Ünal Gürel   | Kara Erol |